# 総理庁令
総理庁令（そうりちょうれい）は、日本国憲法施行後、国家行政組織法施行までの間、内閣総理大臣が行政官庁法第6条第1項に基づいて発した命令。従前の閣令、後の総理府令、内閣府令に相当する。
行政官庁法第6条第1項により、内閣総理大臣は、主任の事務（すなわち、総理庁の所管事務）について法律もしくは政令を執行するために、または法律もしくは政令の特別の委任に基づいて総理庁令を発することができるものとされ、同条2項により、法律の委任がなければ、罰則を設け、または義務を課し、もしくは権利を制限する規定を設けることができないものとされた。同項に基づいて各省大臣の発する省令と、根拠法および法的性質において同じである。同法は国家行政組織法施行に伴って廃止されたが、これらの規定は、国家行政組織法12条1項および3項に受け継がれ、内閣総理大臣の命令は総理府令として規定された。